# Jentil
Un jentil (jentilak en plural), és un personatge de la mitologia basca que sembla representar al mateix poble basc precristià. Com els gegants de la mitologia grega disposen d'una força sobrehumana i tenen el mal costum de llançar grans roques sobre els seus enemics.
Una llegenda narra el final dels jentils, esdevingut quan aquests van albirar una estranya llum en el cel. No sabien què podria significar i van anar a cercar al més ancià i savi d'entre ells. Quan els cansats ulls d'aquest van aconseguir albirar el fenomen va dir: "Aqueixa llum anuncia l'arribada del Kixmi (Crist), és la fi de la raça basca". I dit això, tots els jentils van córrer a algun lloc on amagar-se sota terra.
Una altra versió narra que un d'ells es va salvar convertint-se al cristianisme, aquest és l'Olentzero que, de manera similar a en Santa Claus als països anglosaxons, porta regals als nens per Nadal.
Hi ha moltes estructures i llocs al País Basc amb jentil en el seu nom, generalment referint-se a llocs pagans o antics, suposadament construïts pel jentil. Els dòlmens són jentilarri o jentiletxe, els harrespil són jentilbaratz, les coves poden ser jentilzulo o jentilkoba.